# St. Xavier
St. Xavier è un census-desigated place degli Stati Uniti d'America, nello stato del Montana, nella Contea di Big Horn. Nel 2010 contava 83 abitanti.